# Комарин (Гомельская область)
Комари́н (бел. Камарын) — городской посёлок на Днепре в Брагинском районе Гомельской области Республики Беларусь, на границе с Украиной. Административный центр Комаринского сельсовета. Известен с XIV века как деревня в Речицком повете.
Численность населения — 2 022 человек (на 1 января 2025 года).
В 2020 году Комарин отметил 635-летие.

## География
Около Комарина расположен крайний южный пункт Беларуси.

## Этимология
Название Комарин имеет очевидную славянскую этимологию «комар». Однако Александр Рогалёв предполагает и другое происхождение топонима от термина камар или кемер, который в тюркских и иранских языках означает либо «склон горы, скат, уступ, берег, обрыв, холм, гора», либо наоборот «впадина, промытая водой в реке». Такое объяснение Рогалёв применяет, поскольку посёлок расположен на высоком берегу Днепра. По мнению Савиной, данный термин имеет иранское происхождение .

## Геральдика
Герб и флаг учреждены Указом Президента Республики Беларусь от 20 октября 2005 года № 490 и зарегистрированы в Государственном геральдическом регистре Республики Беларусь 1 ноября 2005 года № Б-47 и № Б-48. Приняты решениями Комаринского поселкового исполнительного комитета от 1 ноября 2000 года № 12-7 и поселкового Совета депутатов от 9 февраля 2001 года № 9-7.

## История
После унии Великого княжества Литовского с Польским королевством (1385 г.) земли Комарина стали собственностью Вишневецких. Во второй половине XVII ст. Комарин перешёл во владение панов Конецпольских. Комаринщина была ареной многочисленных битв украинских козаков с польскими войсками. Брагинцы и жители окрестных сел составили полк около 6 тысяч человек под командованием казачьего головы Магеры. На помощь с Украины приходили казацкие отряды, посылаемые Богданом Хмельницким. Многие жители влились в этот отряд и здесь нанесли полякам тяжёлое поражение. На борьбу с восставшими поляки бросили войска во главе с магнатом Радзивиллом. Многие города, селения, в том числе и Комарин, опять отошли к полякам. Летом 1649 года Богдан Хмельницкий направил десятитысячный отряд Ильи Голоты, который на некоторое время завладел Комаринщиной.
Во время крепостного права население Комарина и прилегающих деревень Пасеки, Карловки, Гденя, Иолчи, Людвинова и других — были в крепостной зависимости от помещика Рыбникова. Сам помещик жил в имении в деревне Верхние Жары. Тяжёлая жизнь принуждала крестьян поднимать восстания, убивать крепостников.
До 1924 года Комарин находился в составе Иолчанской волости и назывался местечком. Жителями Комарина были белорусы, евреи, переселенцы с Украины. Жители занимались в основном сельским хозяйством. До Октябрьской революции в Комарине была церковь, построенная в 1911 году (в настоящее время на этом месте находится пожарная часть). Последним священником был Евгений Сидоренко. Церковь была закрыта в 1935 году.
В 1926 году был образован Комаринский район. В районе насчитывалось 15 сельсоветов, из которых четыре украинских, один русский, а остальные белорусские. В районе было 37 колхозов и один лесхоз. В Комарине было две улицы: Первомайская (ныне Ленина) и Колхозная.
Были: райком партии, райисполком, гостиница, почта, больница, электростанция, райпромкомбинат, радиоузел, райсоюз, райдоротдел, хлебзавод, милиция, редакция газеты «Калгасны сцяг» (после Великой Отечественной войны называлась «За Радзіму»), был лугхоз (или сенозавод), поставляющий сено для армии и выращивающий скот, райвоенкомат, колхоз «Серп и молот», клуб.
Промышленности не было, население занималось сельским хозяйством: сеяли рожь, овёс, картофель, ячмень, просо, гречиху, коноплю. В 1927 году была построена большая деревянная школа, белорусская. Называлась она «Камарынская сямігадовая імя Х год кастрычніка школа». В 1935 году была снова открыта еврейская школа.
23 сентября 1943 года Комарин стал первым населённым пунктом Беларуси, освобождённым от немецких оккупантов.
Указом от 17 ноября 1959 года деревня Комарин Комаринского района Гомельской области была преобразована в городской посёлок. Населенные пункты упразднённого Кировского сельсовета переданы в административное подчинение Комаринского городского поселкового Совета.

## Население
Численность населения — 2 022 человек (на 1 января 2025 года). Численность населения — 2 072 человек (на 1 января 2023 года).
| Численность населения:                                                                          |
| Графики недоступны из-за технических проблем. См. информацию на Фабрикаторе и на mediawiki.org. |

| Год         | 1970 | 1979  | 1989  | 2006  | 2018  | 2020  | 2023  | 2024 | 2025   |
| ----------- | ---- | ----- | ----- | ----- | ----- | ----- | ----- | ---- | ------ |
| Численность | 1652 | ▲2359 | ▲2780 | ▼2119 | ▼1804 | ▲2100 | ▲2072 |      | ▼2 022 |

По переписи 1939 года в Комарине проживало 1721 человек: 929 белорусов, 500 евреев, 189 украинцев, 60 русских.

## Инфраструктура
В посёлке работают комбинат стройматериалов, лесхоз, отделение «Сельхозтехники», есть Дома культуры, школьников, библиотеки, больница, почта. Планировка квартальная, улицы прямолинейные, застройка преимущественно деревянная усадебного типа.
В Комарине расположен Брагинский участок ГПНИУ «Полесский государственный радиационно-экологический заповедник».

## Культура
- Дом культуры
- Музей ГУО "Комаринская средняя школа имени П. И. Шпетного". Одна из экспозиций посвящена боям за Комаринщину.

## События и мероприятия

### События
- В 2020 году Комарин отметил 635-летие.

### Мероприятия
- В Комарине на берегу Днепра ежегодно отмечается Купалье.
- 23 сентября 2023 года в Комарине дан старт праздничным мероприятиям к 80-летию освобождения от немецко-фашистских захватчиков[20][21].

## Достопримечательности
- Братская могила (1943), расположена в сквере по ул. Ленина
- Дубрава в Комарине. Средний возраст деревьев превышает 100 лет
- Вознесенская церковь
- Парк Победы
- Аллея Славы с портретами и биографиями Героев, освобождавших Комарин. 20 красноармейцев, отличившихся при форсировании Днепра в районе Комарина, получили звание Героя Советского Союза (И. Д. Фионов, Н. И. Сташек, Н. М. Новиков, И. Х. Дубин, Г. Н. Сурков, М. В. Филимонов, А. А. Лазарев, И. А. Юсупов, М. А. Яхогоев, М. А. Павлоцкий, Ф. К. Павловский, Н. А. Яковлев, В. А. Некрасов, И. Ф. Лапшин, Д. Ф. Гречушкин, В. И. Бояркин, Г. И. Басманов, О. Аннаев, Н. Д. Грищенко, Е. Сихимов). Расположена на территории средней школы.

### Памятник, скульптура
- Памятник В. И. Ленину
- Стела в честь воинов-освободителей (1976). В центре Комарина, на берегу Днепра.
- Мемориальный комплекс "Парк Победы"[22]. Посвящен событиям форсирования Днепра. Стела Героям-освободителям. Гранитные плиты с именами жертв геноцида (в память мирных жителей бывшего Комаринского района Полесской области, которых во время Великой Отечественной войны уничтожили фашисты).
- Мурал с изображением Героев Советского Союза уроженцев Брагинщины – С. С. Мацапуры и П. И. Шпетного. Размещён на стене здания спортивно-культурного центра. Мурал нанесён к юбилею освобождения посёлка[23].
- Памятная доска в честь Героя Советского Союза П. И. Шпетного.
- Памятник погибшим пограничникам (2024)[24]. Установлен на участке заставы "Комарин" Гомельской пограничной группы.

## Галерея

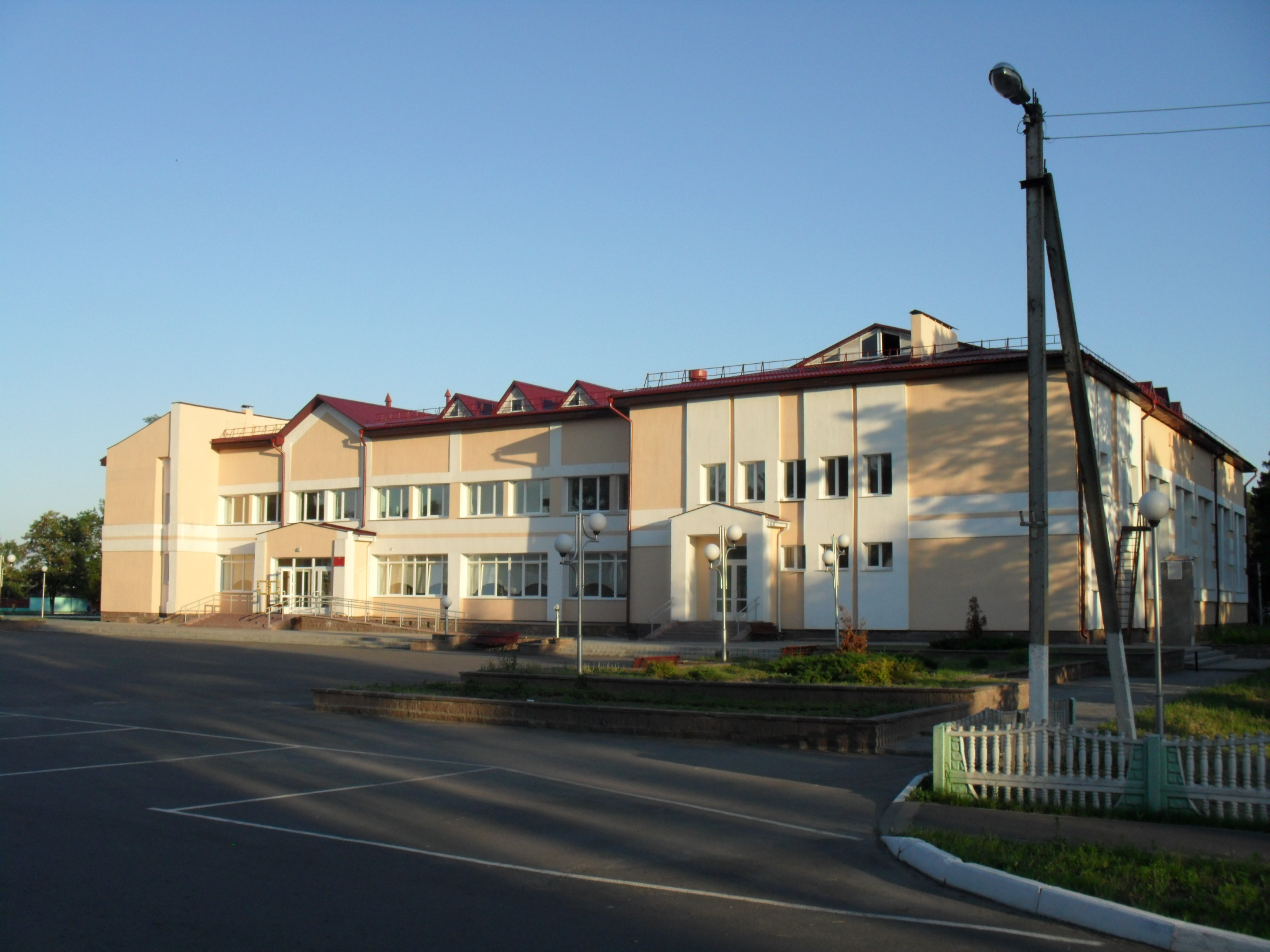
Спортивно-культурный центр
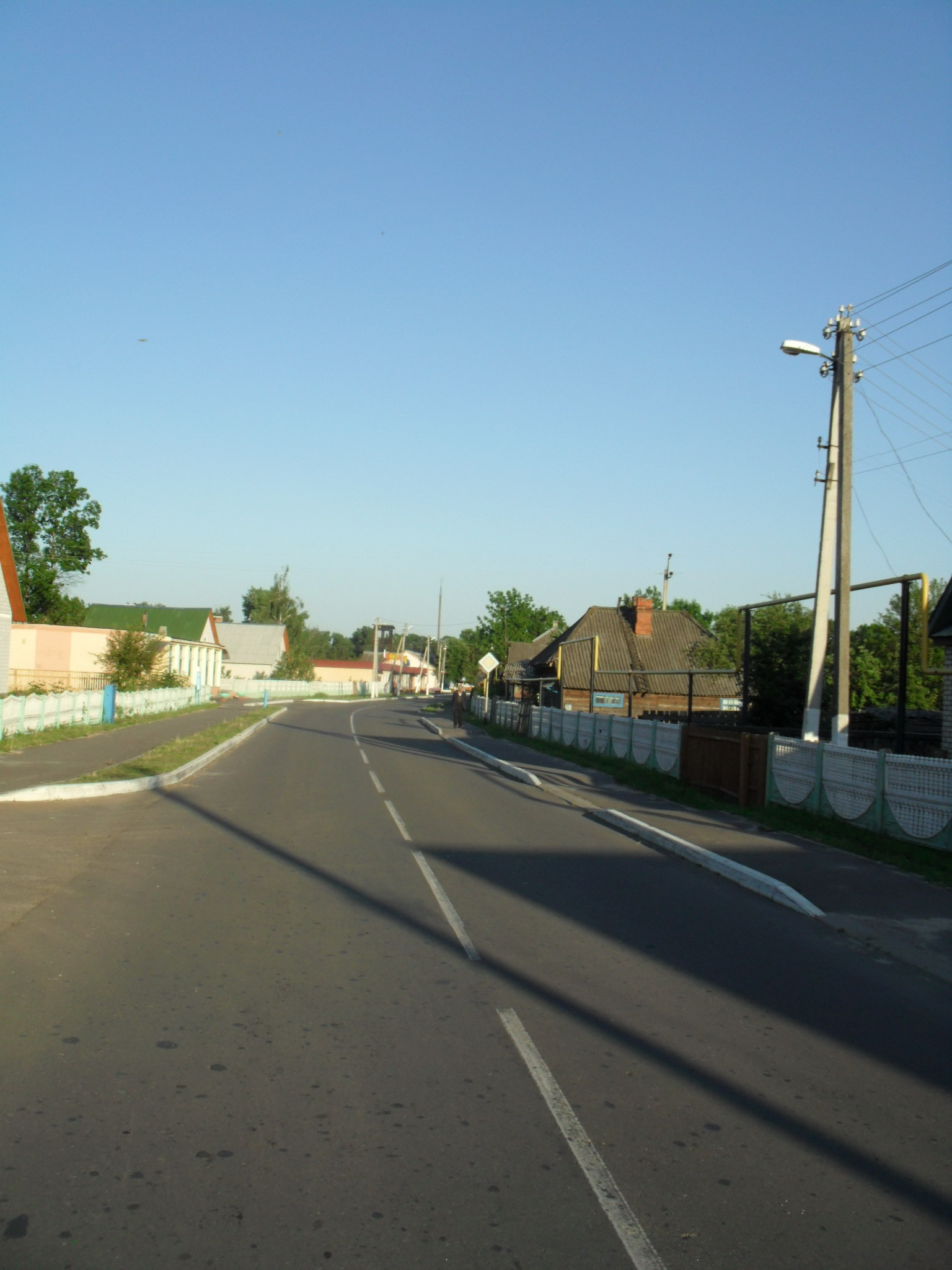
На улице посёлка
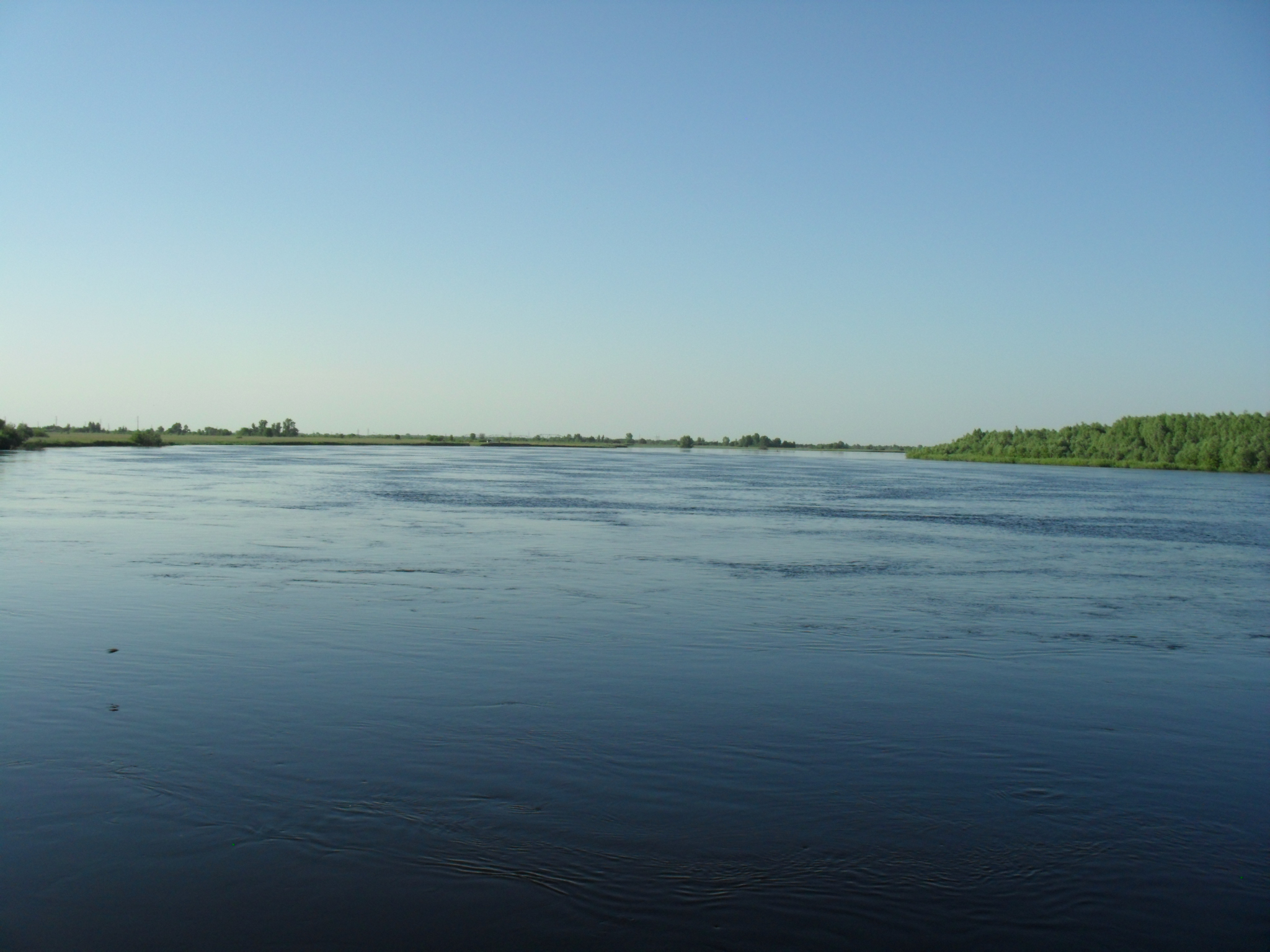
Днепр
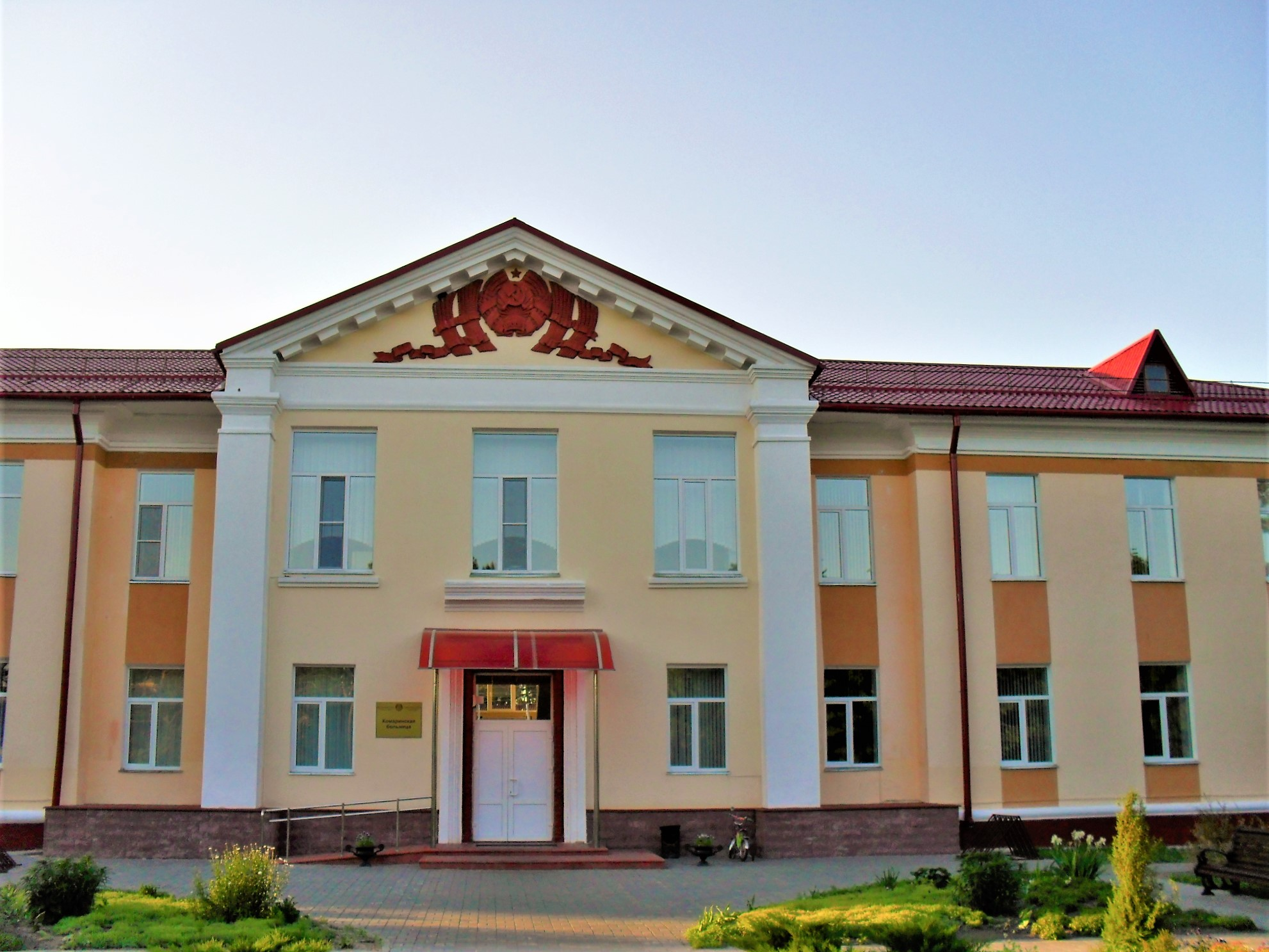
Больница
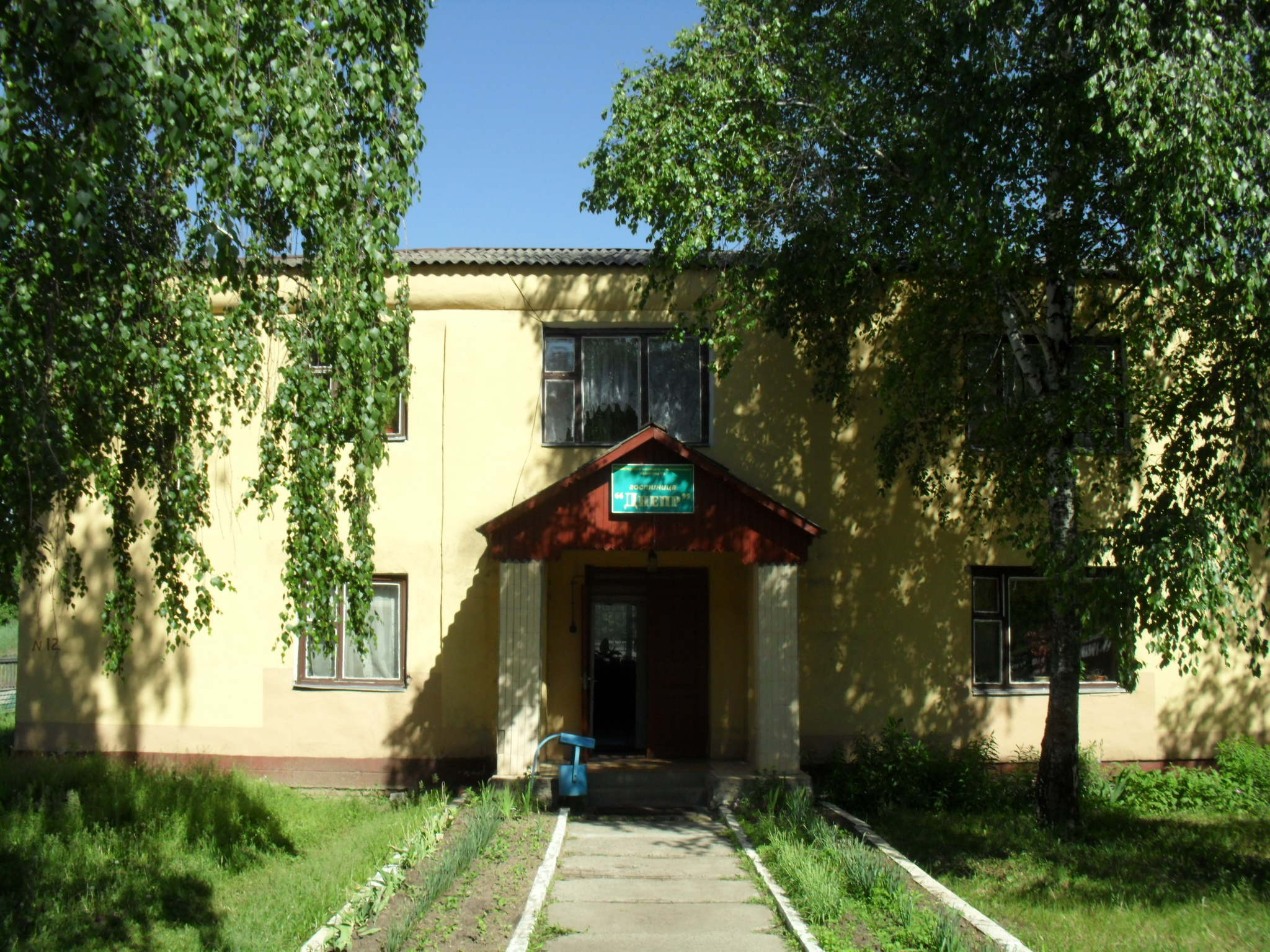
Гостиница
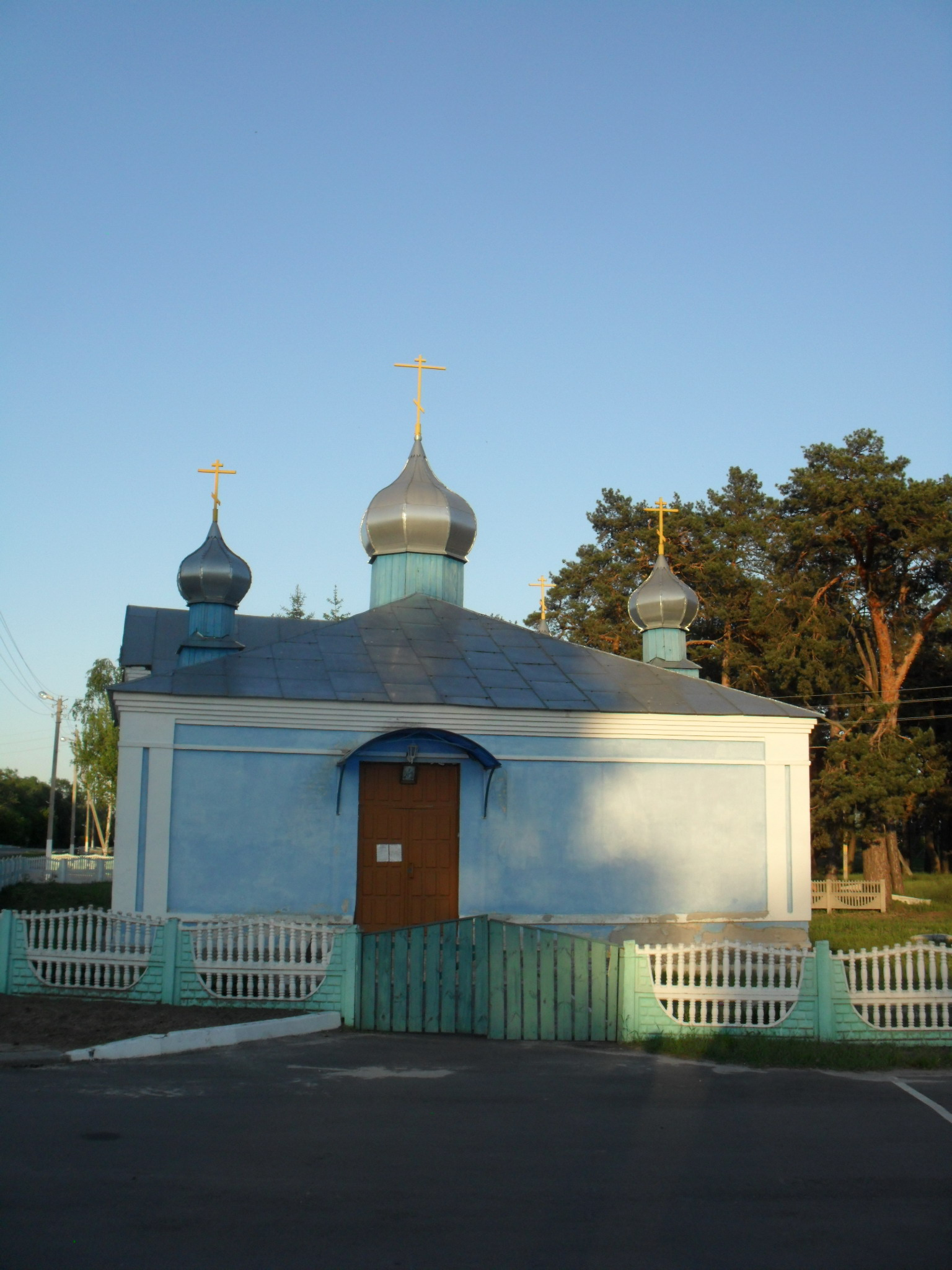
Вознесенская церковь
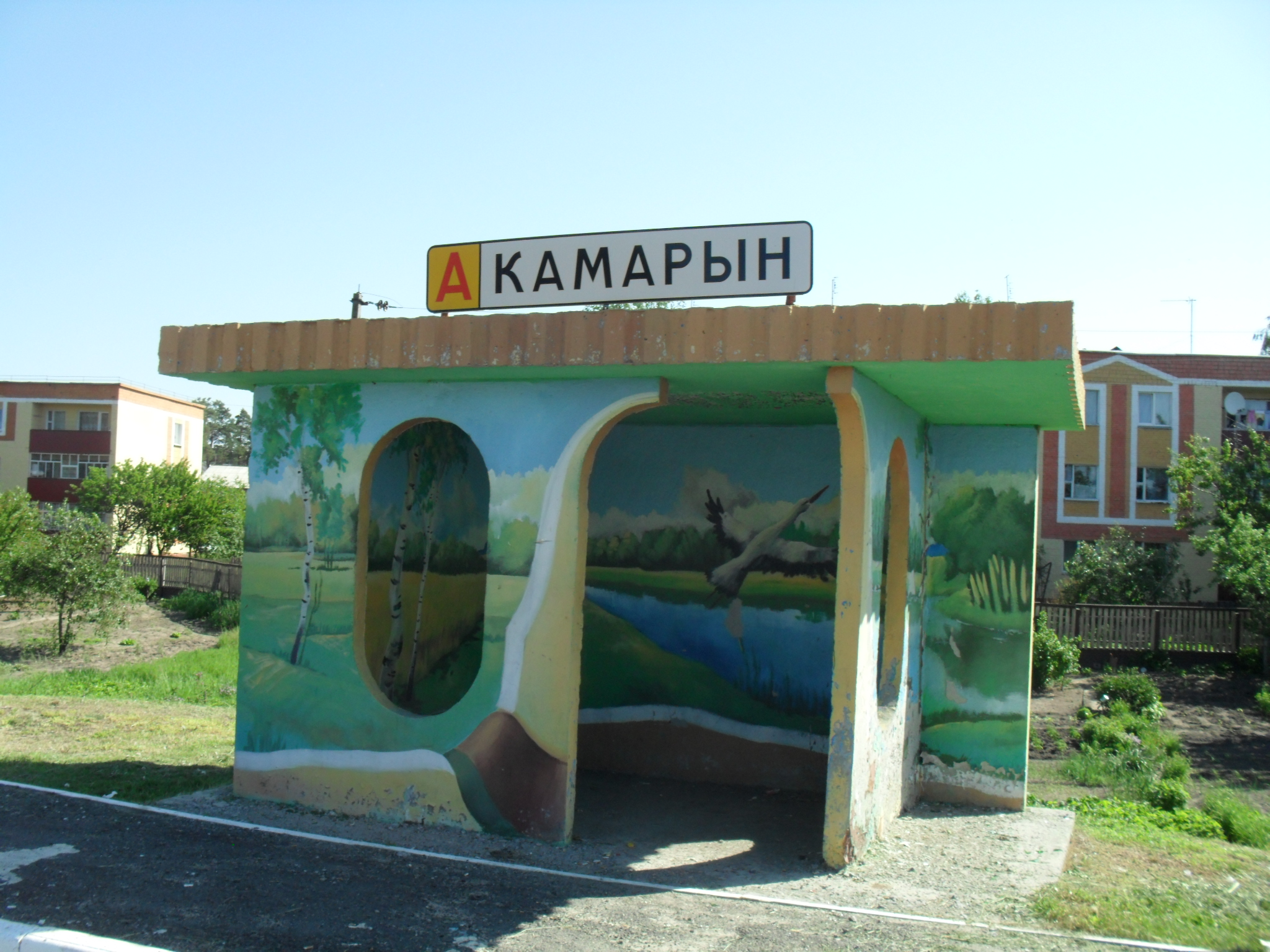
Автобусная остановка
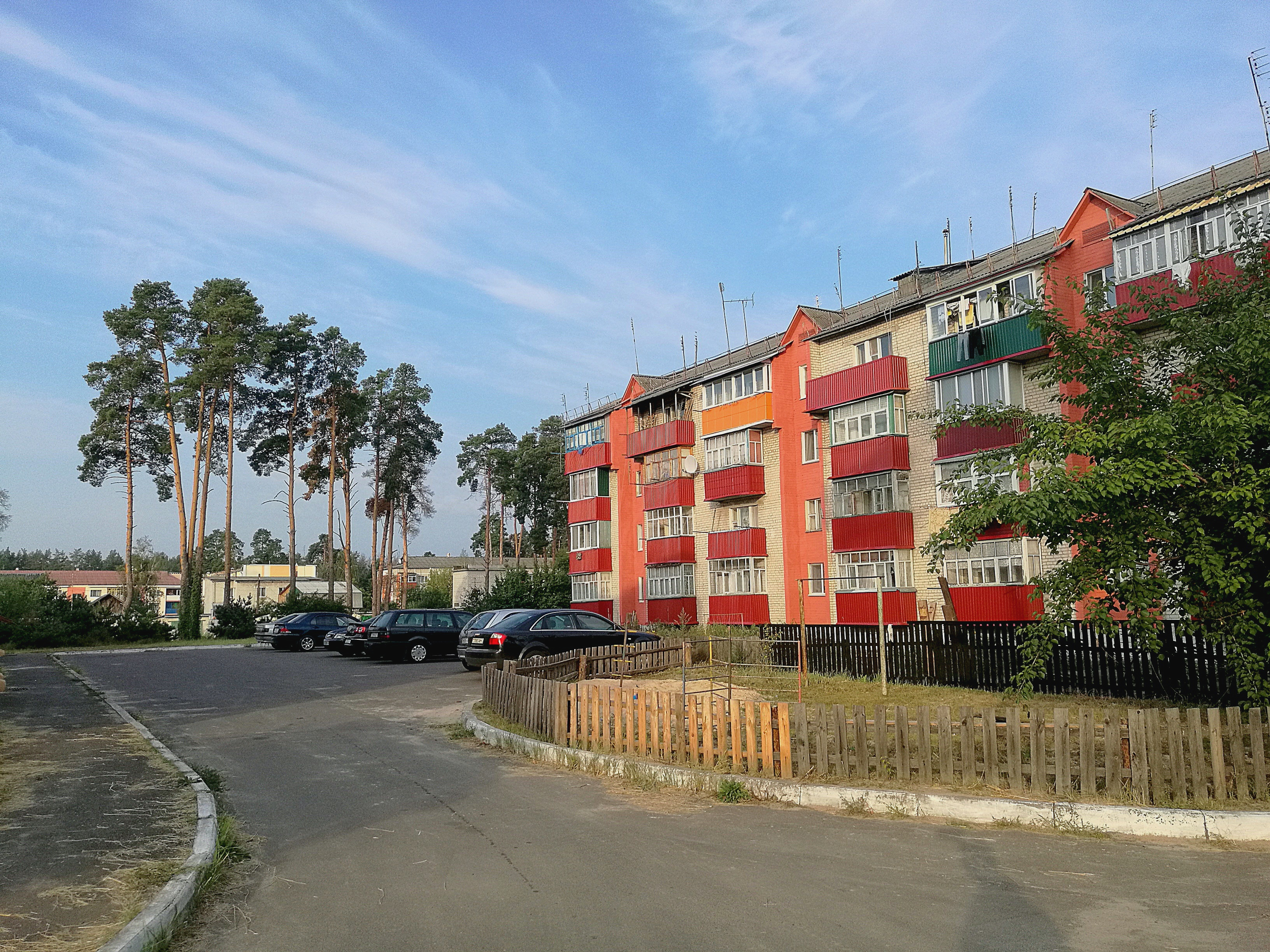
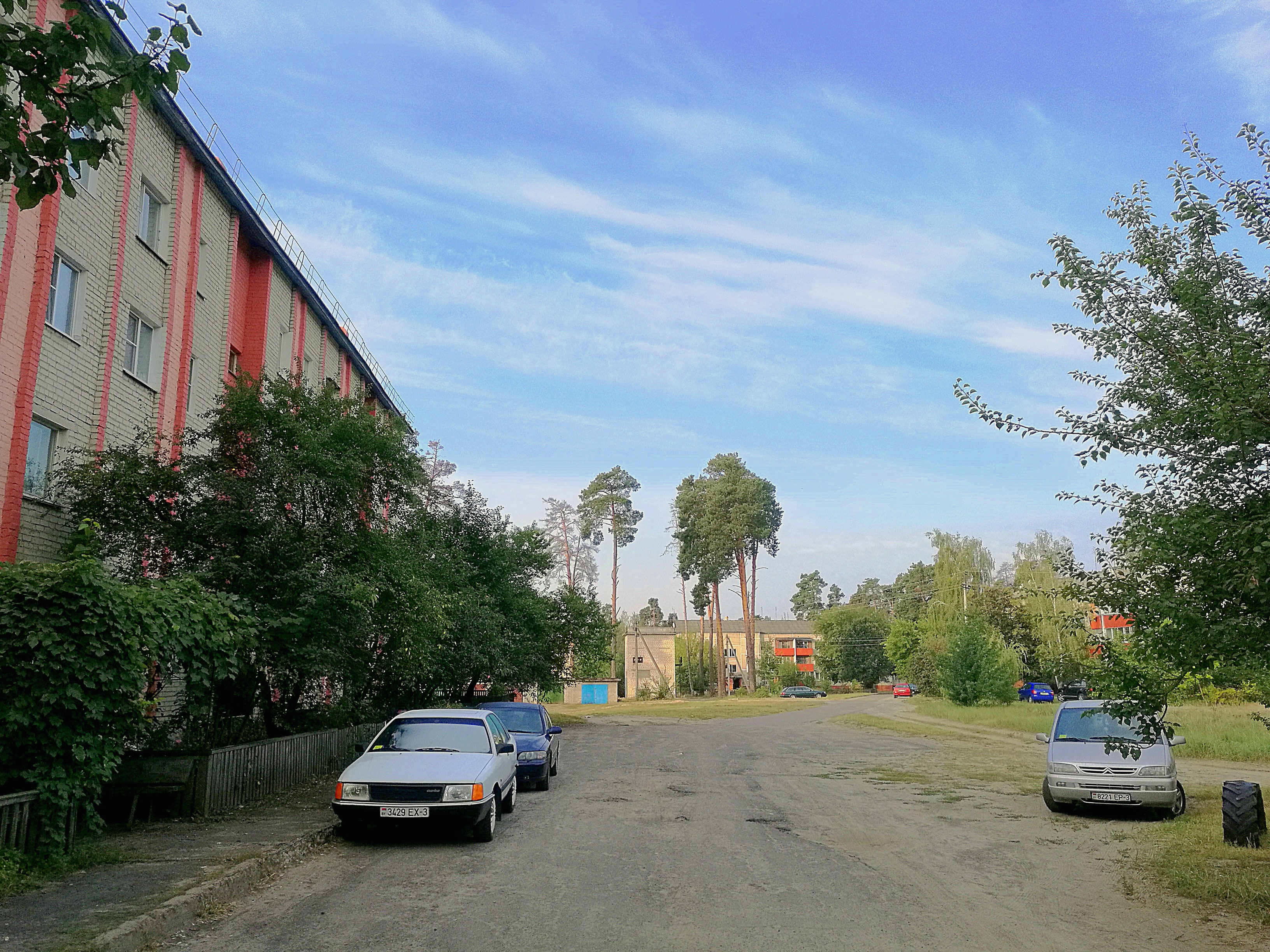
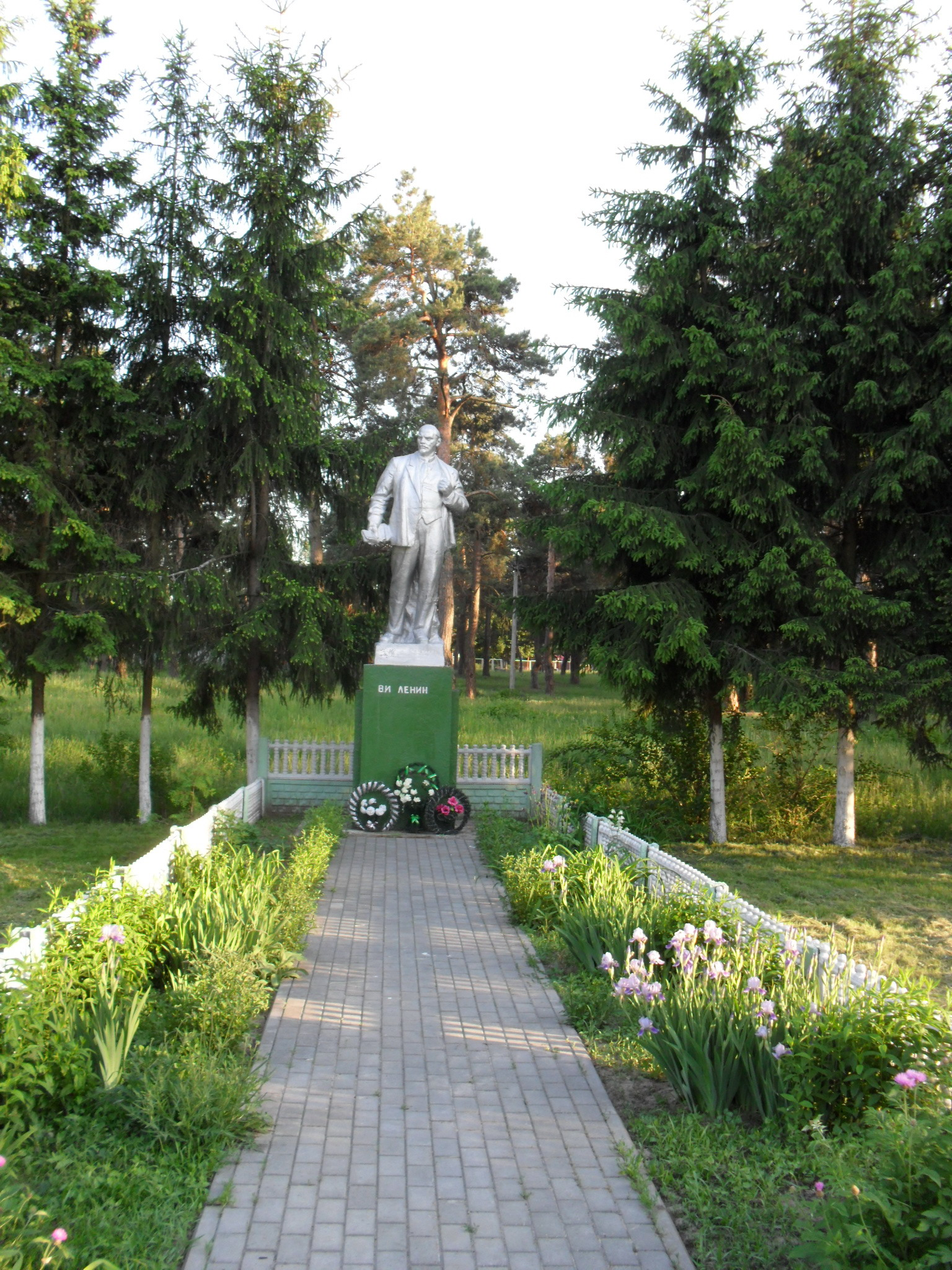
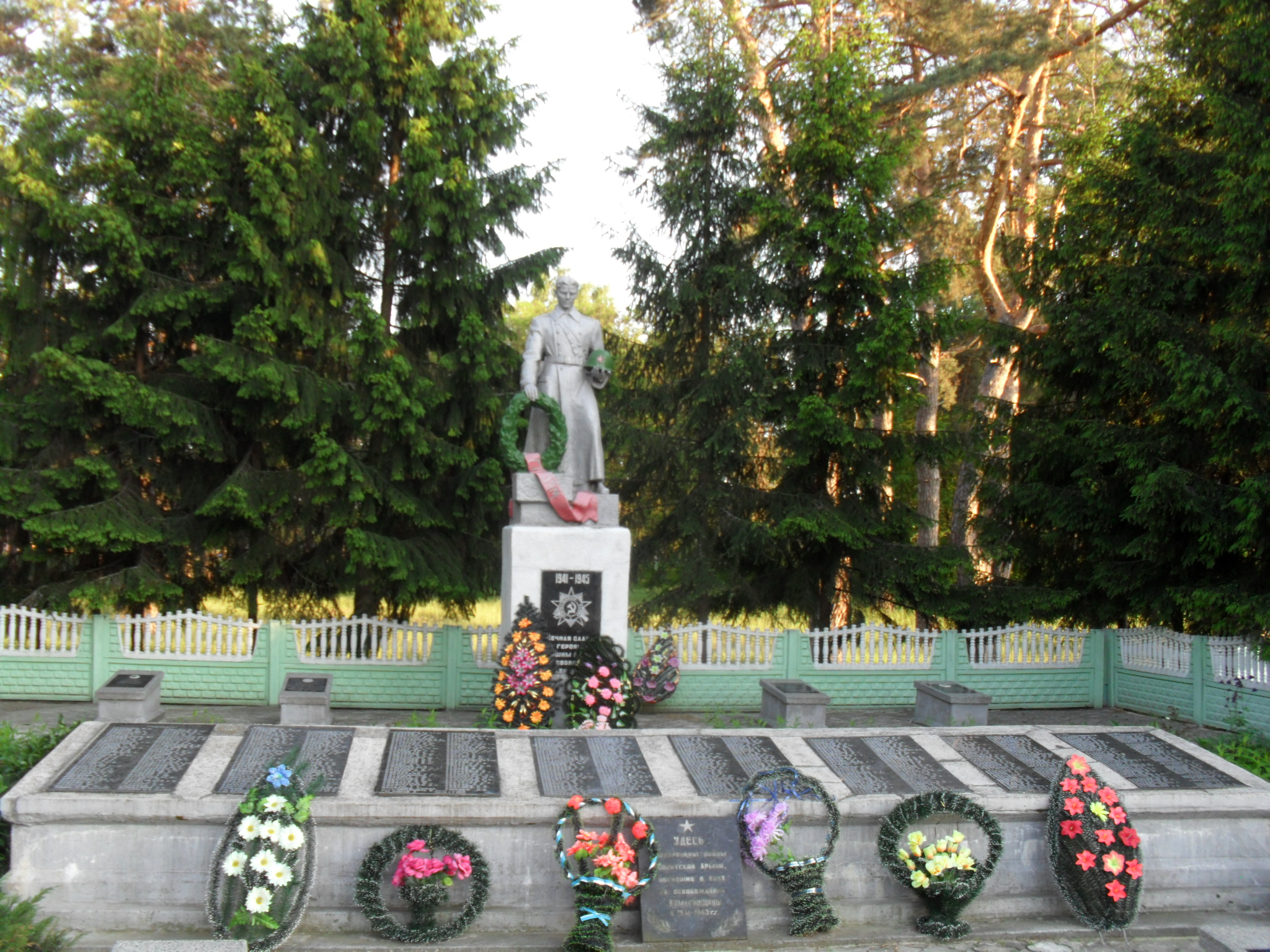
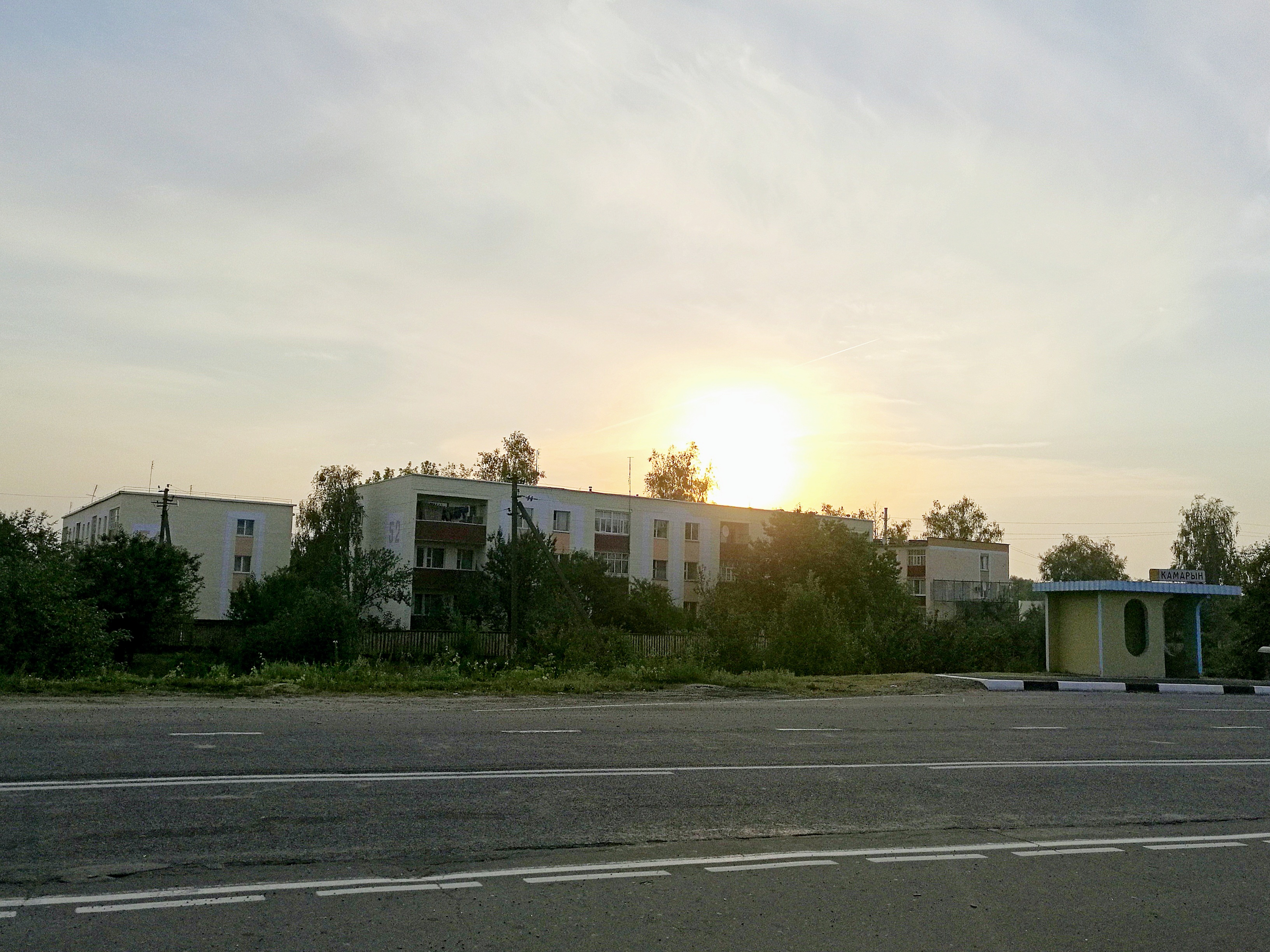
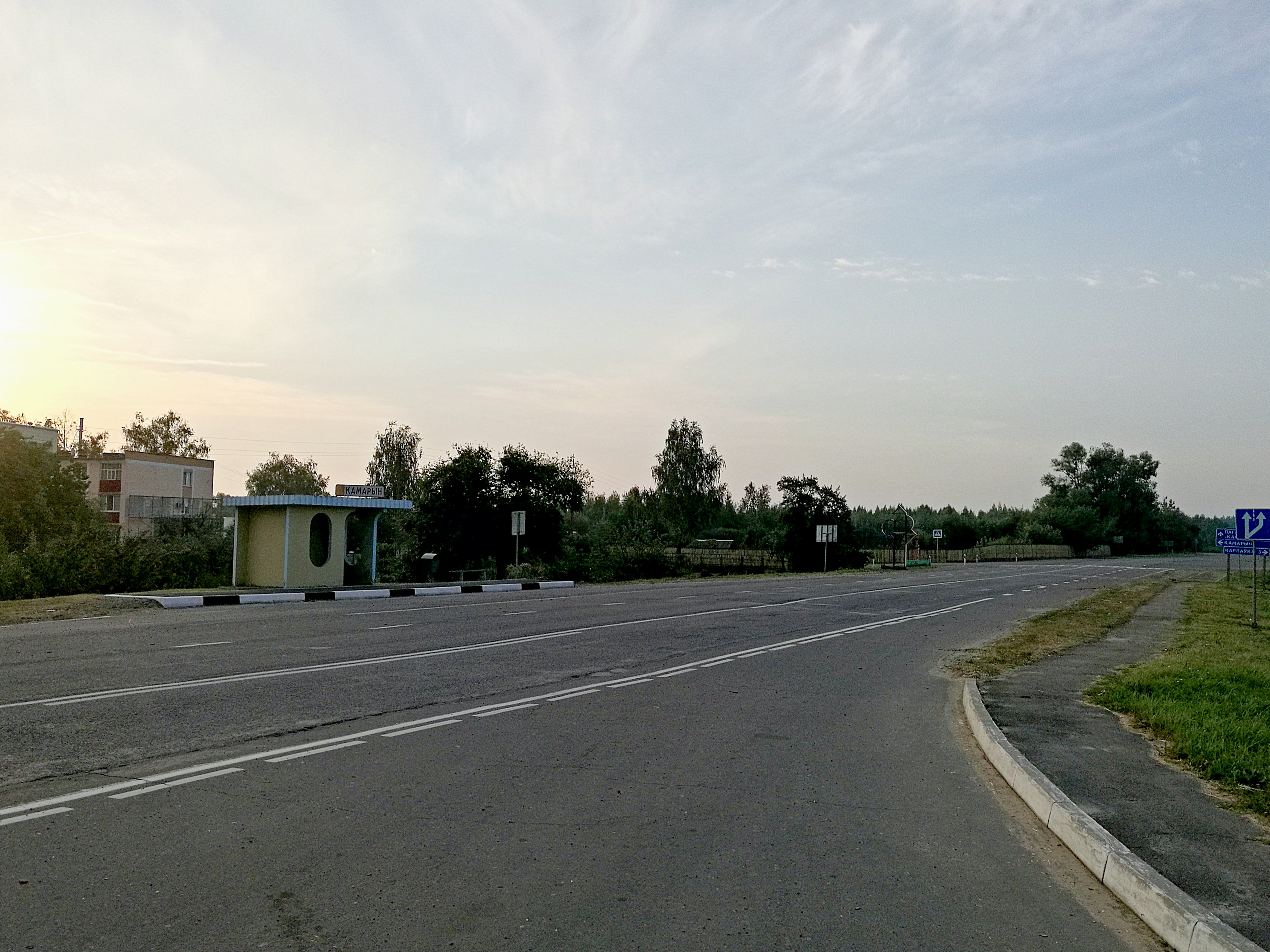
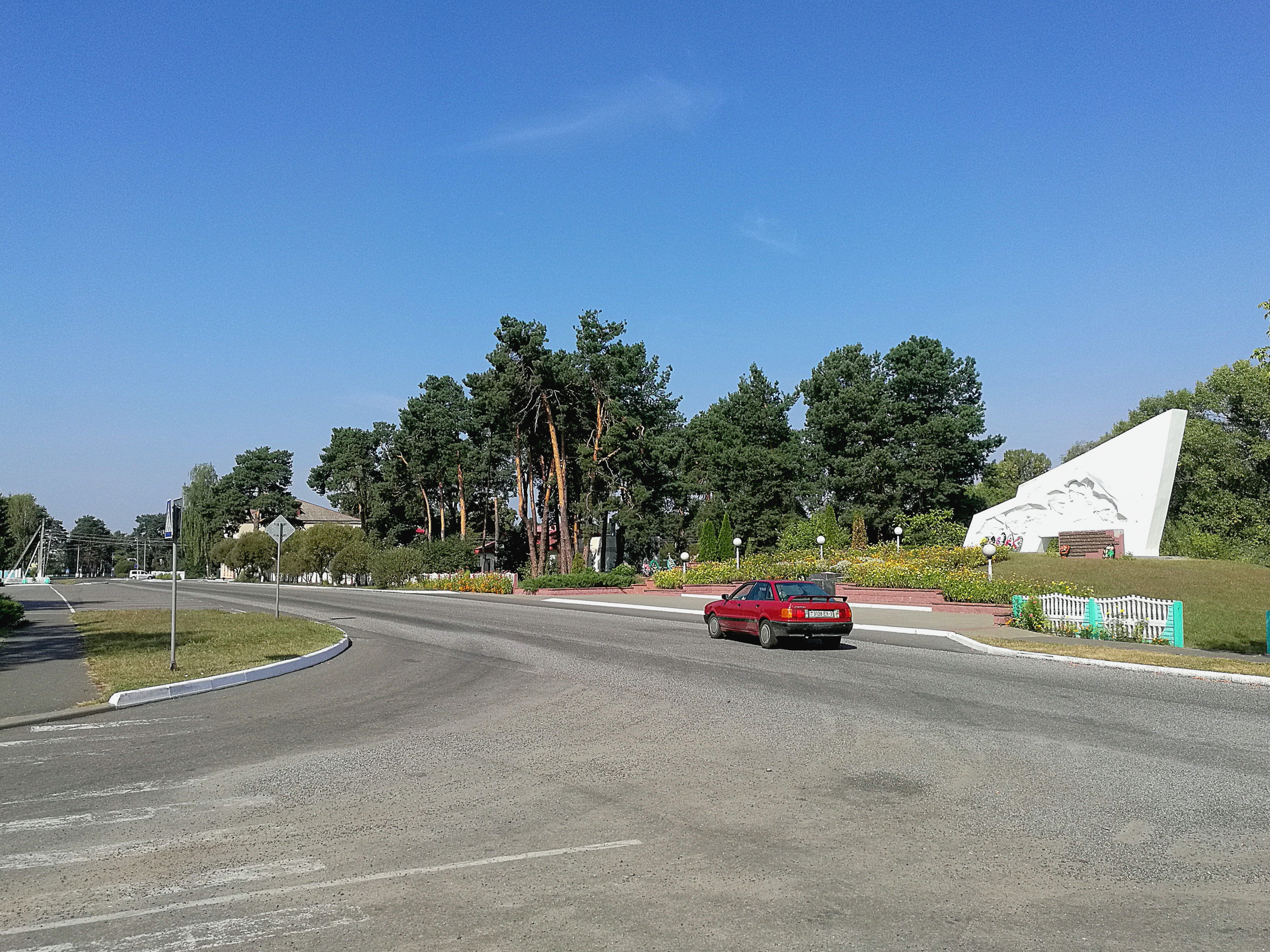
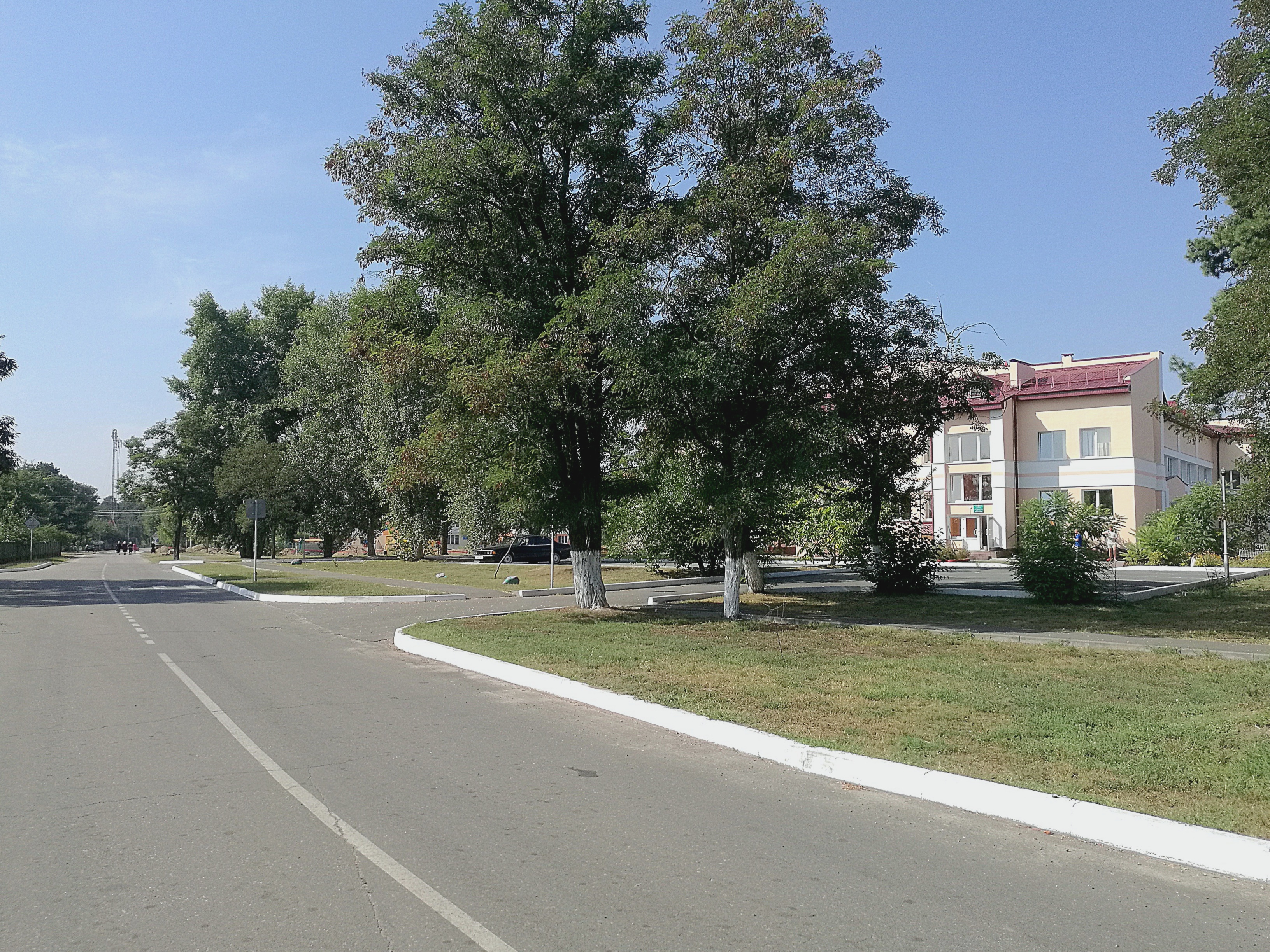

## Известные уроженцы
- Шматов, Виктор Фёдорович[бел.] (1936—2006) — белорусский художник, искусствовед
- Миркин, Абрам Ильич (1914—2000) — советский историк[25]